# Бошњаци у Црној Гори
Бошњаци у Црној Гори су припадници бошњачке националне мањине у Црној Гори. По попису становништва из 2023. године, етнички Бошњаци чине 9,45% становништва Црне Горе, односно 58.956 лица, а бошњачким језиком говори 5,33% (bosanski) и 0,59% (bošnjački) становништва, односно 33.077 и 3.662 лица.

## Демографија
Бошњаци по попису 2011. чине већину у Општини Рожаје (83,91% са 19.269 лица), Општини Плав и Општини Петњица и релативну већину у Општини Гусиње (42,64% са 1.717 лица) на североистоку Црне Горе. Чине значајно становништво и у Општини Бијело Поље (27,34% са 12.592 лица) и општинама Бар, Пљевља, Улцињ и Беране.
Поред Бошњака има и етничких Муслимана који чине 3,31% становништва односно 20.537 лица (по попису становништва Црне Горе из 2011. године).
По попису Црне Горе 2011. има и лица која су се изјаснили по етничкој припадности као: Босанци (0,07% са 427 лица), Муслимани-Црногорци (0,04% са 257 лица), Муслимани-Бошњаци (0,03% са 183 лица), Бошњаци-Муслимани (0,03% са 181 лица) и Црногорци-Муслимани (0,03% са 175 лица).

## Историја
У вријеме распада СФРЈ и стварања Савезне Републике Југославије (1992), интеретнички односи у Црној Гори су постали веома сложени. Тадашњи друштвени живот у сјеверним областима Црне Горе одвијао се по сенком рата у сусједној Босни и Херцеговини. Крајем 1993. године, у Сарајеву је одржан Први бошњачки сабор, на коме је донета одлука о преименовању дотадашњих југословенских Муслимана у етничке Бошњаке. Тим поводом, у редовима тадашње Странке демократске акције Црне Горе (СДАЦГ) дошло је до појаве различитих мишљења о имплементацији поменуте одлуке на просторима Црне Горе, што је потом довело и до првих подјела између присталица поменуте одлуке, који су почели да се изјашњавају као етнички Бошњаци, и противника таквог преименовања, који су наставили да се изјашњавају као етнички Муслимани.
У таквим околностима, политички живот црногорских Бошњака је почетком 1994. године запао у дубоку кризу, пошто је у то вријеме дошло до хапшења већег дијела руководства СДАЦГ, под оптужбама за антидржавну дјелатност. Крајем исте године, по окончању судског поступка, дио челника СДАЦГ је осуђен на дугогодишње затворске казне, а међу кажњенима је био и Харун Хаџић, тадашњи предсједник СДАЦГ. Након тога, страначка дјелатност је готово замрла, а међу Бошњацима у Црној Гори је завладала политичка апатија. Током 1996. године, тадашњи предсједник Црне Горе Момир Булатовић је амнестирао дио бошњачких првака, након чега је међу Бошњацима дошло до постепене обнове страначког и политичког живота.
Током наредних година, дошло је до постепене фрагментације бошњачког политичког корпуса у Црној Гори. Основано је неколико бошњачких странака, што је довело до организационог нејединства и лоших изборних резултата на свим нивоима, од општинског преко републичког до савезног. Почетком 1998. године, унутар највеће бошњачке странке - СДАЦГ, дошло је до отвореног сукоба између двије струје, од којих је прву предводио предсједник Харун Хаџић, а другу потпредсједник Рифат Весковић. Сукоб је избио поводом питања о облику сарадње са црногорским владајућим странкама. Тим поводом је дошло до страначког раскола, након чега је отцијепљено крило формирало нову странку под називом Интернационална демократска унија, на челу са Харуном Хаџићем. За новог предсједника СДАЦГ изабран је Расим Шахман, који се отворено заложио за сарадњу са режимом Мила Ђукановића, а подршку за такво политичко усмјерење добио је и од Алије Изетбеговића. Међутим, на скупштинским изборима у Црној Гори, који су одржани у прољеће 1998. године, све бошњачке странке су остварила веома лоше резултате, оставши без мандата.
У циљу превазилажења међусобних подјела, бошњачке странке су почетком 2001. године приступиле стварању политичког савеза под називом Бошњачко-муслиманска демократска коалиција (БМДК). У састав ове коалиције су ушле: Странка демократске акције Црне Горе (СДАЦГ) на челу са предсједником Расимом Шахманом, Интернационална демократска унија (ИДУ) на челу са Харуном Хаџићем, и Странка националне равноправности (СНР) на челу са Алијом Матовићем. Ово обједињавање бошњачких странака покушала је да осујети група око Рифата Весковића, тадашњег потпредсједника СДАЦГ, који је потом основао сопствену странку под називом Демократска заједница Муслимана-Бошњака у Црној Гори (ДЗМБЦГ). До одвајања је дошло усљед знатних разлика у стратешким опредјељењима: странке окупљене у БМДК изјасниле су се против сваког рјешења које би водило подјели Санџака, док је група око Рифата Весковића подржала идеју о независности Црне Горе, определивши се за сарадњу са црногорским режимом који је наставио да подстиче подјеле међу бошњачким политичким странкама. Упркос заједничком наступу на скупштинским изборима који су у Црној Гори одржани у прољеће 2001. године, странке окупљене око Бошњачко-муслиманске демократске коалиције (БМДК) нису успјеле да дођу до посланичких мандата, пошто су освојиле свега 4,046 (1,1%) гласова.
Уочи ванредних скупштинским изборима који су у Црној Гори одржани у јесен 2002. године, црногорски режим је поново успио да подјели бошњачке странке, које су на изборе изашле у двије колоне. Прву групу, под називом Бошњачка демократска коалиција (БДК), предводила је Интернационална демократска унија (ИДУ), освојивши свега 2,480 (0,7%) гласова. Другу групу, под називом Бошњачка коалиција (БК), предводила је Странка демократске акције Црне Горе (СДАЦГ), освојивши свега 2,173 (0,6%) гласова. Овај двоструки неуспјех бошњачких странака, које су се уочи избора подјелиле поводом питања о независности Црне Горе, дјеловао је као посљедња опомена и позив на покретање унутрашњег дијалога између свих бошњачких политичких, културних и осталих друштвених чинилаца у Црној Гори, али сваки такав покушај је завршавао неуспјехом, пошто је црногорски режим увијек проналазио начин да све такве покушаје осујети.
Усљед честих подјела и нејединства међу бошњачким странкама, знатан дио бошњачког бирачког тијела се окренуо владајућој Демократској партији социјалиста Црне Горе, на челу са Милом Ђукановићем, који се све отвореније залагао за државну независност Црне Горе. Промовисање идеје о државној независности представљало је велики изазов за бошњачки народ у Црној Гори, пошто је таква политика водила ка државно-политичком одвајању Бошњака у Црној Гори од њихових сународника у сусједној Србији. Уочивши опасност од подјеле Санџака и повлачења међудржавне границе по средини бошњачког етничког простора, дио бошњачких првака се изјаснио против свих државно-политичких подјела које би водиле ка даљој фрагментацији и маргинализацији бошњачког народа у региону. Насупрот томе, други дио бошњачких првака, који су били блиски владајућем режиму, почео је да подржава идеју о независној Црној Гори у којој би Бошњаци добили статус конститутивног народа.
Поменуте разлике су дошле до пуног изражаја почетком 2006. године, у вријеме припрема за одржавање референдума о будућем статусу Црне Горе. Желећи да Бошњаке придобије за концепт независне Црне Горе, црногорски режим је уложио велике напоре у циљу организационог обједињавања свих присталица независности међу Бошњацима у Црној Гори, што је резултирало стварањем јединствене Бошњачке странке, која је 23. марта 2006. године склопила Подгорички споразум са владајућом Демократском партијом социјалиста Црне Горе, након чега је црногорским Бошњацима упућен позив да се на предстојећем референдуму изјасне у прилог државне независности. Тим поводом је у бошњачкој јавности створен утисак да је са владајућим странкама постигнут споразум по коме ће Бошњацима у независној Црној Гори бити признат статус конститутивног народа. Уочивши да највиши представници државне власти избегавају да се у обавјезујућем смислу изјасне поводом питања о конститутивности Бошњака, други дио бошњачких политичких првака је јавно указао на опасност од повођења за необавезујућим обећањима. Стога је током прољећа 2006. године дошло до стварања Бошњачког блока, који се изјаснио против државно-политичке подјеле Санџака и даље фрагментације бошњачког народа у региону, а иницијативу у прилог очувања бошњачког државно-политичког јединства у оба дијела Санџака подржало је и Бошњачко национално вијеће из Новог Пазара.
Нашавши се између Бошњачке странке која се залагала за независну Црну Гору, и Бошњачког блока који се изјаснио против подјеле Санџака, црногорски Бошњаци су се уочи референдума суочили са великим и јединственим историјским изазовом. Иако је референдум о независности Црне Горе успио управо захваљујући гласовима Бошњака, који су у великој већини подржали независност, убрзо се показало да владајуће странке у Црној Гори немају намјеру да испуне своја обећања према Бошњацима. Приликом доношења новог Устава Црне Горе, који је усвојен у јесен 2007. године, Бошњацима није био признат статус конститутивног народа. У међувремену, прорежимска Бошњачка странка је ради учешћа у власти такође одустала од борбе за конститутивност Бошњака, док је већи дио челника Бошњачког блока био приморан да под разним притисцима напусти Црну Гору.